# Reimer-Tiemann-Reaktion
Die Reimer-Tiemann-Reaktion ist eine Namensreaktion in der Organischen Chemie. Die Schlüsselreaktion wurde von Karl Reimer entdeckt und von Ferdinand Tiemann intensiver erforscht. Die Reimer-Tiemann-Reaktion  stellt die Reaktion von Phenolen mit Dichlorcarben dar, das aus Chloroform in alkalischer Lösung bei höherer Temperatur entsteht und sehr instabil ist. Überwiegend wird dann das ortho-Formylierungsprodukt erhalten, während andere Formylierungsreaktionen, wie die Gattermann-Synthese, überwiegend das para-Produkt liefern.

## Mechanismus
Zunächst muss für die Reaktion das Dichlorcarben erhalten werden. Zunächst reagiert Chloroform 1 mit der Base über das Carbanion 2 zum Dichlorcarben (3)  (Singulett-Carben). Dabei wird Chloroform deprotoniert und spaltet dann ein Chloridion ab.
Nun wird das Dichlorcarben mit Phenol zur Reaktion gebracht. Phenol 4 liegt unter den Reaktionsbedingungen als Phenolat 5 vor. Das Dichlorcarben (3) lagert sich am mesomeren Phenolat-Anion in ortho-Position unter Bildung von  6 an. Aus dem Primärprodukt 6 entsteht durch Protonenwanderung das Carbanion 7. Nach der Abspaltung eines Chloridions und einer anschließenden Rearomatisierung wird das entstandene Carbeniumion 9 hydrolysiert und das Phenolatanion 11 erhalten. Nach weiterer Chloridion-Abspaltung  entsteht ein Dienon 12, das nach einer Dienon-Phenol-Umlagerung zum aromatischen Endprodukt 13 tautomerisiert.
Die Ausbeute der Reaktion liegt im Allgemeinen unter 50 %, daher wird sie nur noch selten angewandt. Ihr Vorteil liegt in der ortho-Selektivität. Die Reaktion kann durch Ultraschall günstig beeinflusst werden, die Reaktionszeit verkürzt sich und die Ausbeute steigt.